# Ortigosa del Monte
Ortigosa del Monte település Spanyolországban, Segovia tartományban. Ortigosa del Monte Segovia, La Losa, El Espinar és Otero de Herreros községekkel határos. Lakosainak száma 587 fő (2024).

## Népesség
A település népessége az elmúlt években az alábbi módon változott:
| Lakosok száma | 345  | 430  | 478  | 502  | 560  | 587  | 552  | 561  | 567  | 587  |
|               | 2001 | 2004 | 2007 | 2009 | 2012 | 2014 | 2017 | 2019 | 2022 | 2024 |